# وعائية (كمال الأجسام)

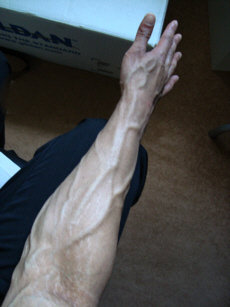
الوعائية في ساعد شخص بالغ.

الوعائية, في بناء الأجسام، هي حالة وجود العديد من الأوردة السطحية البارزة المرئية بوضوح وعادة ما تكون متشعبة إلى حد كبير. ويبدو الجلد «رقيقًا» — أحيانًا يكون شفافًا فعليًا — ويحدث هذا نتيجة الانخفاض الحاد في الدهون تحت الجلد، مما يسمح بوضوح العضلات إلى أقصى حد ممكن.
تزيد الوعائية نتيجة الانخفاض الشديد في الأنسجة الدهنية (تكون عادةً أقل من 10%) وانخفاض الاحتفاظ بالماء، بالإضافة إلى تحقل العضلات («مضخة») والتمدد الوريدي الذي يبرز بفعل الثني الشديد وطريقة فالسالفا التي قد تكون خطرة والتي تميز الأوضاع التنافسية. تؤثر العوامل الوراثية وهرمونات الأندروجين على الوعائية، وتؤثر كذلك درجة حرارة المحيط. (ورغم أن بعض لاعبي بناء الأجسام يصابون بـ فرط ضغط الدم الشرياني نتيجة مواد تحسين الأداء والتدريبات، فإن الضغط الوريدي =«المرتفع» — له أهمية كبيرة أكبر من الضغط الشرياني — لا يسبب الوعائية ولا يكون نتيجة لها.) ويستخدم بعض لاعبي بناء الأجسام موسع أوعية ظاهري بهدف زيادة تدفق الدم إلى الجلد أيضًا. ورغم أنها مسألة مثار جدل على مدار الزمان، يسعى الكثيرون من لاعبي بناء الأجسام من الرجال في الوقت الحاضر سعيًا حثيثًا وراء الناحية الجمالية من خلال تكوين الوعائية، لكن الأمر يكون أقل بالنسبة لـ لاعبات بناء الأجسام حيث يتجه الهدف التجميلي اتجاهًا نسبيًا نحو التناسق الجمالي وليس التكوين الحاد للوعائية.
يقوم لاعبو بناء الأجسام أو الرياضيون في بعض الأحيان بتجفيف أجسادهم، قبل أيام قليلة من المسابقة أو العرض، وذلك بهدف تحقيق ما يسمى المنظر الوعائي «المفلوق». يوصي الأخصائيون الصحيون بعدم القيام بعملية التجفيف الذاتي فلقد تم تسجيل الكثير من حالات للآثار السلبية وفي بعض الأحيان الآثار المأساوية للحالة الناتجة عن اختلالات الكهارل المائية.

## لاعبو بناء الأجسام المميزون بالوعائية
- روني كولمان (Ronnie Coleman)
- ريتش جاسباري (Rich Gaspari)
- ديف درابر (Dave Draper)
- فرانك زاين (Frank Zane)
- يوجين ساندو (Eugen Sandow)
- فينيس جيروندا (Vince Gironda)
- زيز شيفرشيان (Aziz Shavershian)